# 3 Days to Go
3 Days to Go es una película dramática indo-sudafricana de 2019 escrita y dirigida por la productora Bianca Isaac en su debut como directora. Está protagonizada por la actriz de Bollywood Lillete Dubey, Kajal Bagwandeen y Leeanda Reddy. La película se desarrolló en Durban y se estrenó en cines el 25 de enero de 2019.

## Sinopsis
Tras la muerte del patriarca de la familia, cuatro hermanos Melissa (Jailoshini Naidoo), Janet (Leeanda Reddy), Riki (Rahul Brijnath) y Amy (Kajal Bagwandeen) se unen y reúnen al grupo de maridos, esposas, hijos y nietos. La familia unida necesita sobrevivir durante 3 días bajo un mismo techo antes de enterrar las cenizas de su padre y separarse nuevamente.

## Reparto
| Actor                | Personaje               |
| -------------------- | ----------------------- |
| Leeanda Reddy        | Janet                   |
| Kajal Bagwandeen     | Amy                     |
| Rahul Brijnath       | Riki                    |
| Jailoshini Naidoo    | Melissa                 |
| Shahir Chundra       | Roy                     |
| Lillete Dubey        | matriarca Lakshmi Isaac |
| Pranesh Maharaj      | Calvin                  |
| Ashish Gangapersad   | Jay                     |
| Zakeeya Patel        | Candice                 |
| Jonathan Boynton-Lee |                         |

## Recepción
Peter Feldam en su reseña para The Citizen la describió como una "producción sudafricana dulcemente sentimental con un fuerte hilo emocional que atraerá a una amplia variedad de espectadores".